# Miguel Astrapas y Eutiquio
Miguel Astrapas y Eutiquio (florecieron aprox. 1294 a 1317) fueron pintores griegos de Tesalónica. Ellos fueron invitados por los gobernantes serbios a trabajar en sus dominios. Algunas de sus obras incluyen frescos en las siguientes iglesias de Macedonia:
- Iglesia de San Clemente de Ohrid (1294-1295)[3]
- Iglesia del Rey del monasterio de Studenica, Serbia (1314)
- Iglesia de San Nicetas en Čucer Sandevo (antes de 1316)
- Iglesia de San Jorge en Staro Nagoričane (1317)